# Companhia Ambiental do Estado de São Paulo
A Companhia Ambiental do Estado de São Paulo (CETESB) é a agência do governo do estado de São Paulo, Brasil, responsável pelo controle, fiscalização, monitoramento e licenciamento de atividades geradoras de sujeira (poluição) com a preocupação fundamental de preservar e recuperar a qualidade das águas, do ar e do solo.
Criada em 24 de julho de 1968, com a denominação inicial de Centro Tecnológico de Saneamento Básico, incorporou a Superintendência de Saneamento Ambiental (SUSAM, vinculada à Secretaria Estadual da Saúde, que, por sua vez, absorvera a Comissão Intermunicipal de Controle da Poluição das Águas e do Ar (CICPAA), que atuava nos municípios de Santo André, São Bernardo do Campo, São Caetano do Sul e Mauá, na região do Grande ABC da Região Metropolitana de São Paulo.

## Acordo com Reino Unido para Mudanças Climáticas
A CETESB assinou contrato com o Ministério das Relações Exteriores do Reino Unido, em março de 2008, para implementação do Projeto de Apoio à Política Climática do Estado de São Paulo, sob coordenação do Programa de Mudanças Climáticas do Estado de São Paulo (PROCLIMA/CETESB). O intuito foi criar as bases para a elaboração oficial do inventário paulista das emissões de gases do efeito estufa, compromisso do Estado estabelecido pela Política Estadual de Mudanças Climáticas, definida pela Lei 13.798 de novembro de 2009 e regulamentada pelo Decreto 55.947 de junho de 2010. Para o levantamento dos dados e estimativa das emissões, o PROCLIMA/CETESB formou uma extensa rede de parceiros  com cerca de 120 instituições participantes e 320 pesquisadores e profissionais colaboradores e um grupo de trabalho como estrutura de apoio técnico. 
Após alguns anos de trabalho realizado com os recursos da Embaixada Britânica no Brasil, em novembro de 2010 foi apresentado o “1º Inventário de Gases de Efeito Estufa do Estado de São Paulo: Emissões de 2005”, ano de referência para as metas de redução do Estado. Em abril de 2011 foi lançado pelo PROCLIMA o documento Comunicação Estadual: 1° Inventário de Emissões Antrópicas de Gases de Efeito Estufa Diretos e Indiretos do Estado de São Paulo, abrangendo o período de 1990 a 2008. Este documento contém a síntese de 26 relatórios de referência sobre a emissão dos setores e subsetores do Estado de São Paulo,  que estiveram em consulta pública no site da CETESB desde outubro de 2010 até setembro de 2011. Os resultados englobam os setores de Processos Indústrias e Uso de Produtos; Energia; Agropecuária; Uso da Terra, Mudança do Uso da Terra e Florestas; e Resíduos Sólidos e Efluentes Líquidos, e foram obtidos de acordo com os métodos do Painel Intergovernamental sobre Mudança do Clima e com as diretrizes do Inventário Brasileiro elaborado pelo Ministério da Ciência, Tecnologia e Inovação. 

## Programa de Mudanças Climáticas do Estado de São Paulo
A CETESB tem se inserido no contexto das Mudanças Climáticas em diversas frentes na coordenação do PROCLIMA - Programa de Mudanças Climáticas do Estado de São Paulo, criado pela Resolução SMA nº 22/95, de 8 de junho de 1995, para dar suporte às ações de implementação dos compromissos oriundos dos acordos internacionais, como a Convenção Quadro das Nações Unidas sobre Mudança do Clima.
As principais atribuições e atividades do PROCLIMA são:
• divulgação de informações: realização de seminários e simpósios para apresentar o problema e discutir tecnologias que possibilitem a redução dos gases de efeito estufa.
• capacitação de pessoal para prestar assessoria necessária para auxiliar as entidades e empresas governamentais e a sociedade civil a prevenir a emissão de gases de efeito estufa.
• participação e representação da CETESB nas reuniões referentes às Mudanças Climáticas.
• colaboração com a esfera do governo federal na divulgação e implementação dos acordos internacionais. Desde sua criação destacam-se no relacionamento com a esfera federal, a elaboração do Inventário Nacional de Emissão de Metano pelo Manejo de Resíduos dos anos de 1990 a 1994, publicado em julho de 1998, que hoje compõe a 1ª Comunicação Nacional sobre Mudanças Climáticas e o Inventário Nacional de Emissão de Metano pelos Resíduos dos anos de 1990 a 2005, que compõe a 2ª Comunicação Nacional sobre Mudanças Climáticas, além de contribuir para a revisão e redação do método publicado em 2006 pelo IPCC (Intergovernmental Panel on Climate Change) no Guidelines for National Greenhouse Gas Inventories: waste.
Além disso, é responsável pela coordenação técnica do 1º Inventário de Gases de Efeito Estufa do Estado de São Paulo, elaborado por um conjunto de cerca de 120 instituições e entidades parceiras, com a contribuição de cerca de 320 profissionais do ramo e com o apoio da Embaixada Britânica no Brasil durante todo o processo.

## Biogás
O Programa visa fomentar o aproveitamento energético do gás metano presente na composição do biogás, um dos produtos da decomposição anaeróbia da matéria orgânica, através da difusão dos métodos e tecnologias do processo como uma forma de tratamento de resíduos.  
O site do Programa Biogás, além do conteúdo sobre o aproveitamento energético do metano, é um instrumento de divulgação das ações e informações geradas pela "Rede de Inventário". Essa rede foi formada em um acordo entre o Ministério da Ciência e Tecnologia (MCT), a CETESB e o Programa das Nações Unidas para o Desenvolvimento (PNUD) para troca e divulgação de informações sobre inventário de emissões de gases de efeito estufa (GEE) no setor de resíduos sólidos urbanos, efluentes industriais e esgotos domésticos. 
Além da formação da Rede, o acordo teve como objetivo delegar à CETESB a responsabilidade de elaborar uma estimativa preliminar das emissões nacionais de GEE do setor tratamento de resíduos e efluentes e revisá-la incorporando contribuições locais, e elaborar e publicar o Relatório de Referência do Setor de Tratamento de Resíduos e Efluentes, base para a preparação do Inventário Nacional de Emissões de Gases de Efeito Estufa.